# Raciąż (gmina wiejska)
Raciąż – gmina wiejska w województwie mazowieckim, w powiecie płońskim. W latach 1975–1998 gmina położona była w województwie ciechanowskim.
Siedziba gminy to Raciąż.
Według danych z 30 czerwca 2004 gminę zamieszkiwały 8813 osoby. Natomiast według danych z 31 grudnia 2023 roku gminę zamieszkiwało 7896 osób.
Za Królestwa Polskiego gmina Raciąż należała do powiatu sierpeckiego w guberni płockiej. 13 stycznia 1870 do gminy przyłączono pozbawiony praw miejskich Raciąż oraz część zniesionej gminy Poniatowo.

## Struktura powierzchni
Według danych z roku 2002 gmina Raciąż ma obszar 248,79 km², w tym:
- użytki rolne: 77%
- użytki leśne: 15%

Gmina stanowi 17,98% powierzchni powiatu.

## Historia
20 października 1933 gminę Raciąż podzielono na 20 gromad: Budy Kraszewskie, Cieciersk, Draminek, Kondrajec Pański, Kondrajec Szlachecki, Kossobudy, Krajkowo, Kraszewo-Falki, Kraszewo-Gaczułty, Kraszewo-Rory, Kraszewo-Sławęcin, Kruszenica-Sądki, Lipa, Niedróż Stary, Raciąż (folwark), Sierakowo, Zdunówko, Żukowo-Strusie, Żukowo-Wawrzonki i Żychowo.

## Demografia

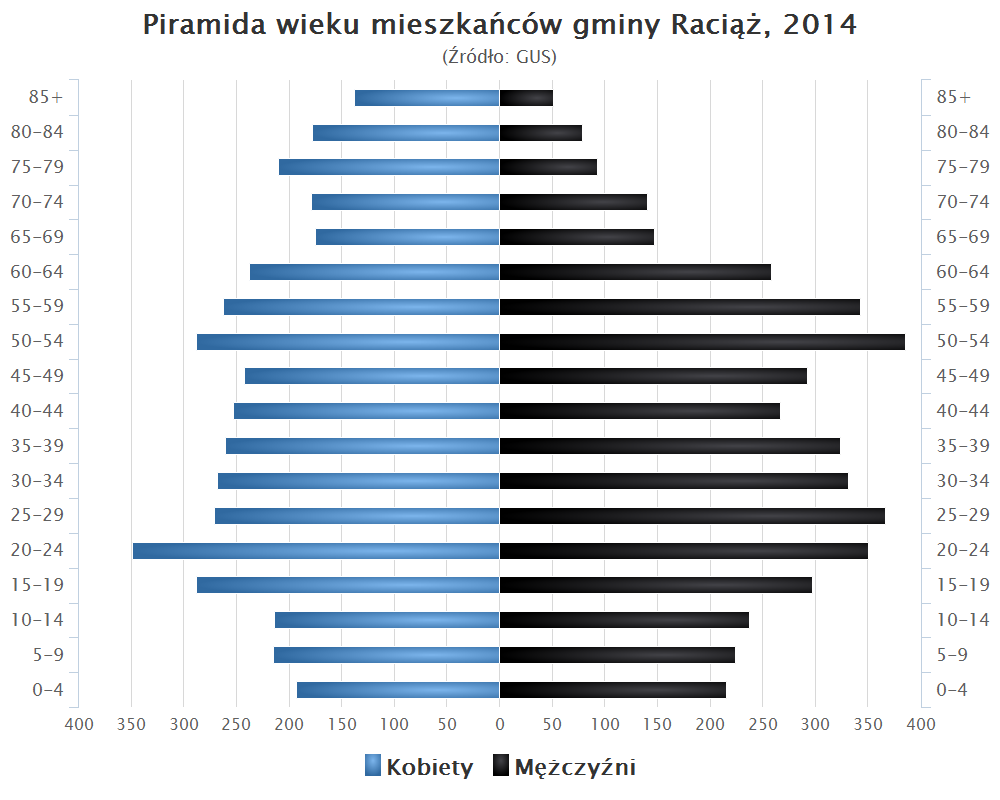
Piramida wieku mieszkańców gminy Raciąż w 2014 roku

Dane z 30 czerwca 2004:
| Opis                              | Ogółem | Ogółem | Kobiety | Kobiety | Mężczyźni | Mężczyźni |
| --------------------------------- | ------ | ------ | ------- | ------- | --------- | --------- |
| jednostka                         | osób   | %      | osób    | %       | osób      | %         |
| populacja                         | 8813   | 100    | 4320    | 49      | 4493      | 51        |
| gęstość zaludnienia (mieszk./km²) | 35,4   | 35,4   | 17,4    | 17,4    | 18,1      | 18,1      |

## Sołectwa
Bielany, Bogucin, Budy Kraszewskie, Charzyny, Chyczewo, Cieciersk, Ćwiersk, Dobrska-Kolonia, Dobrska-Włościany, Drozdowo, Druchowo, Folwark-Raciąż, Grzybowo, Jeżewo-Wesel, Kaczorowy, Kiełbowo, Kiniki, Kocięcin Brodowy, Kodłutowo, Kossobudy, Koziebrody, Kozolin, Krajkowo, Kraszewo-Czubaki, Kraszewo-Falki, Kraszewo-Gaczułty, Kraszewo Podborne, Kraśniewo, Kruszenica, Lipa, Łempinek, Łempino, Malewo, Mała Wieś, Młody Niedróż, Nowe Gralewo, Nowy Komunin, Nowe Młodochowo, Pęsy, Pólka-Raciąż, Sierakowo, Stare Gralewo, Stary Komunin, Strożęcin, Szapsk, Szczepkowo, Unieck, Wępiły, Witkowo, Zdunówek, Złotopole, Żukowo-Strusie, Żychowo.

## Pozostałe miejscowości
Draminek, Kocięcin-Tworki, Krajkowo-Budki, Kraszewo-Rory, Kraszewo-Sławęcin, Sikory, Stare Młodochowo, Stary Niedróż, Żukowo-Wawrzonki.

## Sąsiednie gminy
Baboszewo, Drobin, Glinojeck, Raciąż, Radzanów, Siemiątkowo, Staroźreby, Strzegowo, Zawidz